# Jaromír Blažek

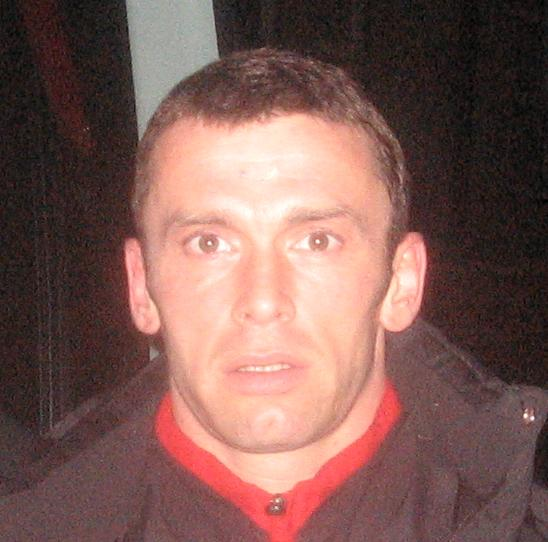
Jaromír Blažek år 2007.

Jaromír Blažek är en tjeckisk fotbollsspelare född i Brno 1972. Blažek är en rutinerad målvakt som spelar för FC Vysočina Jihlava i tjeckiska Gambrinus liga. Han var andramålvakt bakom Petr Čech under EM 2008. Blažek är 188 cm lång.